# Predrag Đorđević
Predrag Đorđević (cyr. Предраг Ђорђевић; 4 sierpnia 1972 w Kragujevacu) – serbski piłkarz grający na pozycji lewego pomocnika. Nosi przydomki „Djole” i „Petros”.

## Kariera klubowa
Urodził się w mieście Kragujevac, piłkarską karierę rozpoczynał w tamtejszym klubie Radnički Kragujevac. Występował w nim w sezonie 1990/1991 i wtedy przeszedł do Spartaka Subotica. Tam także spędził jeden sezon i już w 1992 roku był piłkarzem jednego z czołowych klubów w Jugosławii, Crvenej zvezdy z Belgradu. Wywalczył z nią Puchar Jugosławii w 1993 roku.
Na początku 1993 roku przeszedł do greckiego Paniliakosu. Przez 3 lata występował w drugiej lidze greckiej, a w 1995 roku awansował do pierwszej ligi. W ekstraklasie zadebiutował 17 sierpnia tamtego roku w przegranym 0:3 spotkaniu z AEK Ateny. Latem 1996 wraz z klubowym kolegą, Steliosem Janakopulosem przeszedł do jednego z czołowych klubów w Grecji, Olympiakosu Pireus. Do tej drużyny ściągnął ich ówczesny trener i rodak Predraga, Dušan Bajević. Już w swoim pierwszym sezonie Đorđević wywalczył mistrzostwo Grecji, a w 1997/1998 został zawodnikiem wyjściowej jedenastki. Wtedy też sięgnął po drugi tytuł mistrza kraju, a rok później do swoich osiągnięć dopisał Puchar Grecji. W kolejnych sezonach Predrag regularnie zdobywał ponad 10 bramek na sezon stając się liderem drugiej linii i jednym z najlepszych strzelców drużyny. W latach 2000–2003 czterokrotnie z rzędu zdobywał tytuły mistrzowskie, a w 2004 roku Olympiakos został wicemistrzem kraju na korzyść odwiecznego rywala, stołecznego Panathinaikosu. Jednak już w 2005 po raz kolejny został mistrzem i potem jeszcze dwukrotnie z rzędu zdobywał ten tytuł. Do kolejnych mistrzostw kraju Serb dołożył także kolejne dwa krajowe puchary w latach 2005–2006 oraz Superpuchar Grecji w 2007 roku. W 2008 i 2009 roku wywalczył ostatnie dwa w karierze mistrzostwa kraju, a także ostatnie 2 puchary kraju. W 2009 roku zakończył karierę.
| Sezon   | Klub                   | Kraj       | Rozgrywki         | Mecze | Bramki |
| ------- | ---------------------- | ---------- | ----------------- | ----- | ------ |
| 1990/91 | FK Radnički Kragujevac | Jugosławia | Treća liga        | 11    | 2      |
| 1991/92 | FK Spartak Subotica    | Jugosławia | Super liga Srbije | 25    | 3      |
| 1992/93 | Crvena Zvezda          | Jugosławia | Super liga Srbije | 11    | 1      |
| 1992/93 | Paniliakos             | Grecja     | Beta Ethniki      | 22    | 8      |
| 1993/94 | Paniliakos             | Grecja     | Beta Ethniki      | 28    | 1      |
| 1994/95 | Paniliakos             | Grecja     | Beta Ethniki      | 30    | 4      |
| 1995/96 | Paniliakos             | Grecja     | Alpha Ethniki     | 31    | 2      |
| 1996/97 | Olympiakos SFP         | Grecja     | Alpha Ethniki     | 18    | 4      |
| 1997/98 | Olympiakos SFP         | Grecja     | Alpha Ethniki     | 33    | 12     |
| 1998/99 | Olympiakos SFP         | Grecja     | Alpha Ethniki     | 30    | 8      |
| 1999/00 | Olympiakos SFP         | Grecja     | Alpha Ethniki     | 30    | 12     |
| 2000/01 | Olympiakos SFP         | Grecja     | Alpha Ethniki     | 25    | 14     |
| 2001/02 | Olympiakos SFP         | Grecja     | Alpha Ethniki     | 23    | 13     |
| 2002/03 | Olympiakos SFP         | Grecja     | Alpha Ethniki     | 29    | 14     |
| 2003/04 | Olympiakos SFP         | Grecja     | Alpha Ethniki     | 25    | 10     |
| 2004/05 | Olympiakos SFP         | Grecja     | Alpha Ethniki     | 25    | 5      |
| 2005/06 | Olympiakos SFP         | Grecja     | Alpha Ethniki     | 29    | 15     |
| 2006/07 | Olympiakos SFP         | Grecja     | Alpha Ethniki     | 25    | 7      |
| 2007/08 | Olympiakos SFP         | Grecja     | Alpha Ethniki     | 28    | 10     |
| 2008/09 | Olympiakos SFP         | Grecja     | Alpha Ethniki     | 24    | 2      |

## Kariera reprezentacyjna
W reprezentacji Jugosławii Đorđević zadebiutował 2 września 1998 roku w zremisowanym 1:1 towarzyskim spotkaniu ze Szwajcarią. Swój pierwszy wielki turniej zaliczył dopiero w 2006 roku, gdy Ilija Petković powołał go na Mistrzostwa Świata w Niemczech. Tam był podstawowym zawodnikiem i wystąpił we wszystkich spotkaniach grupowych Serbów: przegranych 0:1 z Holandią, 0:6 z Argentyną oraz 2:3 z Wybrzeżem Kości Słoniowej. Po tym turnieju zakończył reprezentacyjną karierę. W kadrze „Plavich” wystąpił w 37 meczach i zdobył 1 gola (5 września 2001 w zremisowanym 1:1 meczu ze Słowenią, rozegranym w ramach eliminacji do Mistrzostw Świata 2002).

## Życie prywatne
Żona Đorđevicia jest Greczynką, a on sam posiada greckie obywatelstwo.